# Cymbovula bahamensis
Cymbovula bahamensis là một loài ốc biển, là động vật thân mềm chân bụng sống ở biển trong họ Ovulidae.